# غلط‌انداز
« غلط انداز» (به انگلیسی: Misled) تک‌آهنگی از هنرمند اهل کانادا سلین دیون است که در ۲۸ مارس ۱۹۹۴ منتشر شد.